# Sinh vật mô hình

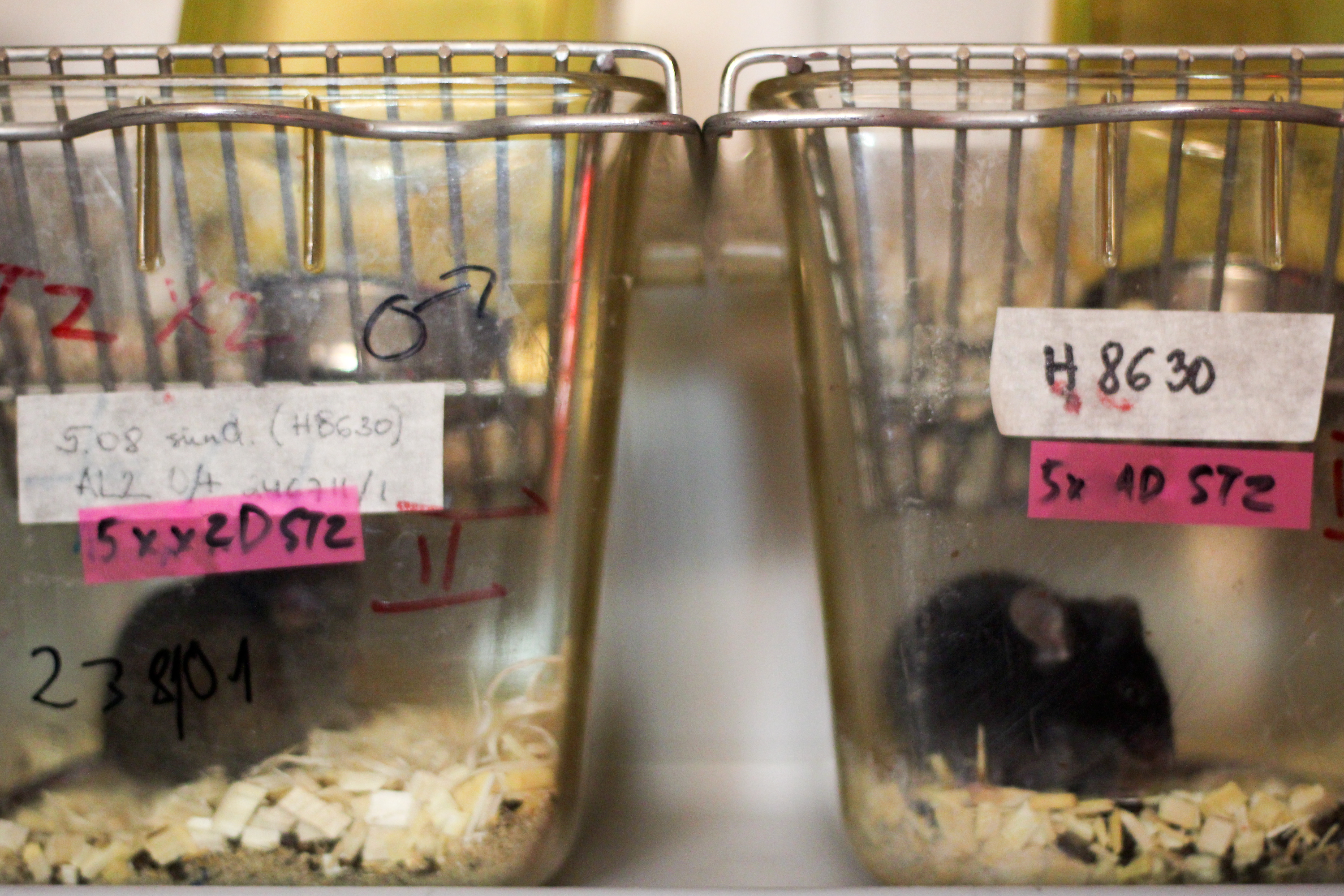
Một cuộc thí nghiệm với sinh vật mô hình là chuột

Sinh vật mô hình là các loài không phải con người được sử dụng rộng rãi trong nghiên cứu khoa học, nhằm tìm hiểu các hiện tượng sinh học cụ thể, với kỳ vọng rằng những khám phá từ sinh vật mô hình sẽ cung cấp cái nhìn sâu sắc về hoạt động của các sinh vật khác (trong đó có con người). Sinh vật mô hình được sử dụng rộng rãi để nghiên cứu bệnh tật của con người khi thử nghiệm trên con người là không khả thi hoặc phi đạo đức. Cơ sở sử dụng sinh vật mô hình là tất cả các sinh vật sống có chung nguồn gốc, sự bảo tồn các quá trình trao đổi chất và phát triển cơ thể cũng như sự tương đồng vật liệu di truyền trong quá trình tiến hóa.
Nghiên cứu có sử dụng mô hình động vật là trọng tâm của hầu hết các thành tựu y học hiện đại. Các thí nghiệm này đã đóng góp hầu hết các kiến thức cơ bản trong các lĩnh vực như sinh lý học và hóa sinh của con người, đã đóng vai trò quan trọng trong các lĩnh vực như khoa học thần kinh và bệnh truyền nhiễm. Các kết quả nổi bật bao gồm việc gần như xóa sổ bệnh bại liệt và phát triển ghép tạng, đã mang lại lợi ích cho cả con người và động vật.
Hiện nay, ruồi giấm thường (Drosophila melanogaster), vi khuẩn E.coli, cây họ Cải Arabidopsis thaliana, nấm men Saccharomyces cerevisiae, chuột nhắt trắng (Mus musculus var. albino), khỉ vàng (Macaca mulatta), cá ngựa vằn (Danio rerio), hến nước ngọt (Corbicula fluminea) là một số sinh vật mô hình thông dụng.

## Hướng sử dụng
Một trong những sinh vật mô hình đầu tiên cho sinh học phân tử là vi khuẩn Escherichia coli sống phổ biến của hệ tiêu hóa ở người. Một số loại virus lây nhiễm trên E. coli (thực khuẩn thể hay phage) cũng rất hữu ích cho việc nghiên cứu cấu trúc gen và điều hòa hoạt động gen (ví dụ như phage Lambda và phage T4). Tuy nhiên, người ta vẫn đang tranh luận liệu thực khuẩn thể có nên được phân loại là sinh vật hay không, vì chúng không có quá trình trao đổi chất và phụ thuộc vào vật chất của tế bào chủ để nhân lên.
Ở sinh vật nhân chuẩn, một số loại nấm men, đặc biệt là Saccharomyces cerevisiae (nấm men bánh mì), đã được sử dụng rộng rãi trong di truyền học và sinh học tế bào, chủ yếu là vì chúng phát triển nhanh và dễ dàng nuôi cấy. Chu kỳ tế bào ở nấm men rất giống với chu kỳ tế bào ở người và được điều hòa bởi các protein tương đồng. Ruồi giấm Drosophila melanogaster được nghiên cứu vì nó dễ nuôi trong phòng thí nghiệm, sinh sản nhanh, có nhiều đặc điểm bẩm sinh dễ thấy và có nhiễm sắc thể đa sợi (khổng lồ) trong tuyến nước bọt có thể được quan sát dưới kính hiển vi quang học. Giun tròn Caenorhabditis elegans cũng là một sinh vật mô hình hữu ích vì nó có các mô hình phát triển rất rõ ràng liên quan đến số lượng tế bào cố định và có thể nhanh chóng phân tích các bất thường.